# ألان هالر
ألان هالر (بالإنجليزية: Alan Haller)‏ هو لاعب كرة قدم أمريكية أمريكي، ولد في 9 أغسطس 1970.

## وصلات خارجية
- ألان هالر على موقع مرجع كرة القدم المحترفة.كوم (الإنجليزية)